# Бяловежа (гмина)
Бяловежа (пол. Białowieża) — сельская гмина (волость) в Польше, входит как административная единица в Хайнувский повет, Подляское воеводство. Население — 2671 человек (на 2004 год). Административный центр гмины — деревня Беловеж.

## Демография
| Перепись                       | Всего   | Всего | Женщины | Женщины | Мужчины | Мужчины |
| ------------------------------ | ------- | ----- | ------- | ------- | ------- | ------- |
| Единицы                        | человек | %     | человек | %       | человек | %       |
| Население                      | 2671    | 100   | 1272    | 47,6    | 1399    | 52,4    |
| Плотность населения (чел./км²) | 13,1    | 13,1  | 6,3     | 6,3     | 6,9     | 6,9     |

## Поселения
1. Бяловежа
2. Подоляны
3. Чэрлёнка
4. Грудки
5. Подцэрквы
6. Погожельце
7. Пшевлока
8. Терэмиски
9. Звежинец

## Соседние гмины
1. Гмина Хайнувка
2. Гмина Наревка
3. Беларусь